# Virola elongata
Virola elongata (đồng nghĩa Virola theiodora ) là một loài thân gỗ thuộc họ Myristicaceae. Đây là loài bản địa của Panama, Guyana, Brasil (Acre, Amazonas, Mato Grosso, Pará, Rondonia và Roraima), Bolivia, Colombia, Ecuador và Peru. It is also found ở Suriname. Virola elongata có thân ốm, cao 7,5 tới 23m, đôi khi có thể tới 30m.
Thân có đường kính khoảng 43 cm, hình trụ; vỏ nhẵn, màu xám tới nâu. Quả khối elíp hoặc gần như khối cầu, dài 11–20 mm, đường kính 10–15 mm và thường mọc thành nhóm 40 cây. Cây này có ở các khu rừng thường xanh và có thể mọc ở độ cao tới 800 m.

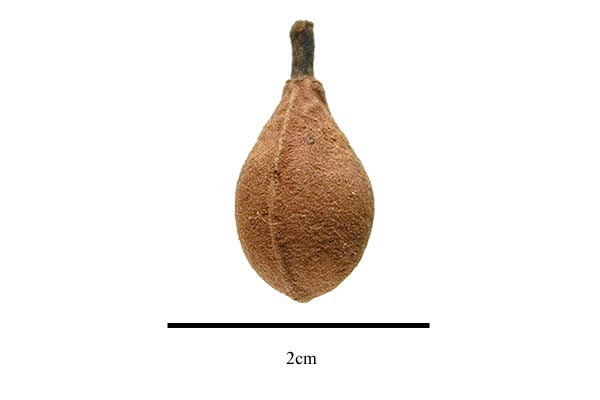
Quả Virola elongata

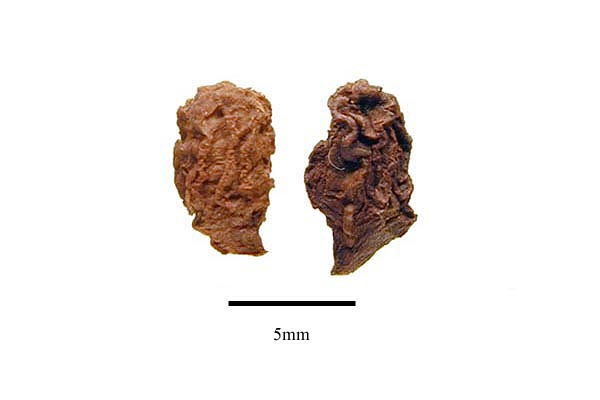
Hạt Virola elongata

Người Yanomami dùng nhựa vỏ như một chất entheogen, và cũng dùng để tẩm độc mũi tên.
Virola elongata có tính chất kháng Enterococcus faecalis và Staphylococcus aureus.